# Stazione di Genivolta
La stazione di Genivolta era posta lungo la linea Cremona–Iseo della SNFT, a servizio dell'omonimo comune.

## Storia
La stazione fu aperta il 25 novembre 1914 contestualmente alla tratta Soresina-Soncino, primo tronco dell'itinerario Cremona-Iseo.
L'impianto era gestito dalla concessionaria della linea, la Società Nazionale Ferrovie e Tramvie (SNFT).
In conseguenza del mutato clima politico del secondo dopoguerra, non favorevole agli investimenti nel trasporto su rotaia, per poter accedere ai finanziamenti statali la società esercente si vide costretta a sopprimere la linea nel 1956.
L'ex fabbricato viaggiatori venne in seguito trasformato in abitazione privata.